# Fabriano Basket 1983-1984
Questa voce raccoglie le informazioni riguardanti la Fabriano Basket , sponsorizzata Honky, nella stagione 1983-1984.

## Roster
- Mark Crow[1]
- Giampiero Savio[1]
- Maurizio Lasi[1]
- Dimatore[1]
- Silvano Dal Seno[1]
- Fortunato[1]
- Giovanni Tassi[1]
- Luigi Serafini[1]
- Tom Owens[1]
- Cacciatore[1]

Allenatore: Massimo Mangano